# さくらんぼ記念
さくらんぼ記念（さくらんぼきねん）は、かつて上山競馬場で行われていたダートグレード競走。競走名の「サクランボ」は上山競馬場があった山形県の県の木に由来する。

## 概要
1998年にダート競走格付け委員会によって格付けされたGIII競走である。距離は第1回より1800mで施行されていた。2003年の第6回まで連年開催されていたが、同年上山競馬場が廃止されたため、同競走もともに廃止された。

## 賞金
| 回数            | 総額賞金 （万円） | 1着賞金 （万円） | 2着賞金 （万円） | 3着賞金 （万円） | 4着賞金 （万円） | 5着賞金 （万円） |
| --------------- | ----------------- | ---------------- | ---------------- | ---------------- | ---------------- | ---------------- |
| 第1回（1998年） | 5,100             | 3,000            | 1,020            | 540              | 300              | 240              |
| 第2回（1999年） | 5,100             | 3,000            | 1,020            | 540              | 300              | 240              |
| 第3回（2000年） | 5,100             | 3,000            | 1,020            | 540              | 300              | 240              |
| 第4回（2001年） | 5,100             | 3,000            | 1,020            | 540              | 300              | 240              |
| 第5回（2002年） | 5,100             | 3,000            | 1,020            | 540              | 300              | 240              |
| 第6回（2003年） | 5,100             | 3,000            | 1,020            | 540              | 300              | 240              |

## 歴代優勝馬
| 回数  | 施行日         | 優勝馬             | 性齢 | 所属   | タイム | 優勝騎手 | 管理調教師 | 馬主         |
| ----- | -------------- | ------------------ | ---- | ------ | ------ | -------- | ---------- | ------------ |
| 第1回 | 1998年10月20日 | ブライアンズロマン | 牡7  | 宇都宮 | 1:53.8 | 内田利雄 | 室井康雄   | 石山ハマ     |
| 第2回 | 1999年10月19日 | スノーエンデバー   | 牡5  | JRA    | 1:55.2 | 武豊     | 森秀行     | 藤本龍也     |
| 第3回 | 2000年10月31日 | タマモストロング   | 牡5  | JRA    | 1:54.0 | 小池隆生 | 川村禎彦   | タマモ（株） |
| 第4回 | 2001年10月16日 | セタノキング       | 牡10 | 上山   | 1:55.2 | 鈴木義久 | 鈴木長一   | 安藤忠代士   |
| 第5回 | 2002年10月1日  | ロングカイソウ     | 牝5  | JRA    | 1:52.5 | 小池隆生 | 大根田裕之 | 中井敏雄     |
| 第6回 | 2003年9月30日  | ストロングブラッド | 牡4  | JRA    | 1:55.9 | 武豊     | 増沢末夫   | 村木篤       |

### 各回競走結果の出典
- さくらんぼ記念　歴代優勝馬 - 地方競馬全国協会、2014年8月18日閲覧

#### 馬主の出典
- JBISサーチ 2014年8月18日閲覧
  - 1998年，1999年，2000年，2001年，2002年，2003年